# 紐斯鎮區 (北卡羅萊納州勒諾縣)
紐斯鎮區（英語：Neuse Township）是位於美國北卡羅萊納州勒諾縣的一個鎮區。

## 地方資料
紐斯鎮區的面積為84.69平方千米，皆為陸地。根據2020年美國人口普查的數據，當地共有人口4986人，而人口密度為每平方千米58.87人。